# Lista över fornlämningar i Hudiksvalls kommun (Hög)
Lista över fornlämningar i Hudiksvalls kommun (Hög) är en förteckning av ett urval av de fornlämningar som finns i Hög i Hudiksvalls kommun.
| Namn                  | Lämningstyp                      | Tillkomsttid | Historisk indelning | Plats | Läge                 | ID-nr          | Bild                                      |
| --------------------- | -------------------------------- | ------------ | ------------------- | ----- | -------------------- | -------------- | ----------------------------------------- |
| Hög 1:1               | Hög                              |              | Hög, Hälsingland    |       | 61.769363, 17.031692 | 10241500010001 | Ladda upp en bild av detta fornminne      |
| Hög 1:2               | Hög                              |              | Hög, Hälsingland    |       | 61.769419, 17.032326 | 10241500010002 | Ladda upp en bild av detta fornminne      |
| Hög 1:3               | Hög                              |              | Hög, Hälsingland    |       | 61.769536, 17.032811 | 10241500010003 | Ladda upp en bild av detta fornminne      |
| Hög 2:1               | Gravfält                         |              | Hög, Hälsingland    |       | 61.772490, 17.014292 | 10241500020001 | Ladda upp en bild av detta fornminne      |
| Kollmoen (Hög 3:1)    | Grav- och boplatsområde          |              | Hög, Hälsingland    |       | 61.772716, 17.010943 | 10241500030001 | Ladda upp en bild av detta fornminne      |
| Hög 4:1               | Gravfält                         |              | Hög, Hälsingland    |       | 61.771186, 17.009667 | 10241500040001 | Ladda upp en bild av detta fornminne      |
| Hög 5:1               | Stensättning                     |              | Hög, Hälsingland    |       | 61.771283, 17.008819 | 10241500050001 | Ladda upp en bild av detta fornminne      |
| Hög 5:2               | Stensättning                     |              | Hög, Hälsingland    |       | 61.771195, 17.008639 | 10241500050002 | Ladda upp en bild av detta fornminne      |
| Hög 6:1               | Gravfält                         |              | Hög, Hälsingland    |       | 61.770650, 17.005225 | 10241500060001 | Ladda upp en bild av detta fornminne      |
| Hög 7:1               | Hög                              |              | Hög, Hälsingland    |       | 61.767215, 17.005948 | 10241500070001 | Ladda upp en bild av detta fornminne      |
| Hög 8:1               | Hög                              |              | Hög, Hälsingland    |       | 61.772862, 16.998591 | 10241500080001 | Ladda upp en bild av detta fornminne      |
| Hög 8:2               | Hög                              |              | Hög, Hälsingland    |       | 61.772762, 16.998804 | 10241500080002 | Ladda upp en bild av detta fornminne      |
| Hög 9:1               | Hög                              |              | Hög, Hälsingland    |       | 61.773211, 16.997530 | 10241500090001 | Ladda upp en bild av detta fornminne      |
| Hög 9:2               | Hög                              |              | Hög, Hälsingland    |       | 61.773089, 16.997348 | 10241500090002 | Ladda upp en bild av detta fornminne      |
| Hög 9:3               | Hög                              |              | Hög, Hälsingland    |       | 61.773280, 16.997725 | 10241500090003 | Ladda upp en bild av detta fornminne      |
| Hög 10:1              | Hög                              |              | Hög, Hälsingland    |       | 61.772810, 16.994246 | 10241500100001 | Ladda upp en bild av detta fornminne      |
| Hög 11:1              | Hög                              |              | Hög, Hälsingland    |       | 61.772721, 16.995101 | 10241500110001 | Ladda upp en bild av detta fornminne      |
| Hög 12:1              | Hög                              |              | Hög, Hälsingland    |       | 61.772874, 16.992989 | 10241500120001 | Ladda upp en bild av detta fornminne      |
| Hög 13:1              | Gravfält                         |              | Hög, Hälsingland    |       | 61.772784, 16.990100 | 10241500130001 | Ladda upp en bild av detta fornminne      |
| Hög 14:1              | Grav- och boplatsområde          |              | Hög, Hälsingland    |       | 61.774584, 16.984321 | 10241500140001 | Ladda upp en bild av detta fornminne      |
| Hög 15:1              | Stensättning                     |              | Hög, Hälsingland    |       | 61.773582, 16.982066 | 10241500150001 | Ladda upp en bild av detta fornminne      |
| Hög 16:1              | Gravfält                         |              | Hög, Hälsingland    |       | 61.776241, 16.983707 | 10241500160001 | Ladda upp en bild av detta fornminne      |
| Hög 17:1              | Hög                              |              | Hög, Hälsingland    |       | 61.776893, 16.983401 | 10241500170001 | Ladda upp en bild av detta fornminne      |
| Hög 19:1              | Hög                              |              | Hög, Hälsingland    |       | 61.798674, 16.975958 | 10241500190001 | Ladda upp en bild av detta fornminne      |
| Hög 20:1              | Hög                              |              | Hög, Hälsingland    |       | 61.801634, 16.974915 | 10241500200001 | Ladda upp en bild av detta fornminne      |
| Hög 20:2              | Hög                              |              | Hög, Hälsingland    |       | 61.801631, 16.974619 | 10241500200002 | Ladda upp en bild av detta fornminne      |
| Hög 21:1              | Hög                              |              | Hög, Hälsingland    |       | 61.771398, 17.004260 | 10241500210001 | Ladda upp en bild av detta fornminne      |
| Hög 21:2              | Stensättning                     |              | Hög, Hälsingland    |       | 61.771270, 17.004094 | 10241500210002 | Ladda upp en bild av detta fornminne      |
| Hög 22:1              | Hög                              |              | Hög, Hälsingland    |       | 61.771274, 17.001734 | 10241500220001 | Ladda upp en bild av detta fornminne      |
| Hög 22:2              | Hög                              |              | Hög, Hälsingland    |       | 61.771158, 17.001309 | 10241500220002 | Ladda upp en bild av detta fornminne      |
| Hög 24:1              | Hög                              |              | Hög, Hälsingland    |       | 61.772831, 17.016359 | 10241500240001 | Ladda upp en bild av detta fornminne      |
| Hög 24:2              | Hög                              |              | Hög, Hälsingland    |       | 61.772888, 17.016542 | 10241500240002 | Ladda upp en bild av detta fornminne      |
| Hög 24:3              | Stensättning                     |              | Hög, Hälsingland    |       | 61.772994, 17.016266 | 10241500240003 | Ladda upp en bild av detta fornminne      |
| Hög 24:4              | Hög                              |              | Hög, Hälsingland    |       | 61.772799, 17.016570 | 10241500240004 | Ladda upp en bild av detta fornminne      |
| Hög 25:1              | Hög                              |              | Hög, Hälsingland    |       | 61.773184, 17.012883 | 10241500250001 | Ladda upp en bild av detta fornminne      |
| Hög 25:2              | Hög                              |              | Hög, Hälsingland    |       | 61.773098, 17.012838 | 10241500250002 | Ladda upp en bild av detta fornminne      |
| Hög 26:1              | Hög                              |              | Hög, Hälsingland    |       | 61.771711, 17.014829 | 10241500260001 | Ladda upp en bild av detta fornminne      |
| Hög 26:2              | Hög                              |              | Hög, Hälsingland    |       | 61.771592, 17.014917 | 10241500260002 | Ladda upp en bild av detta fornminne      |
| Hög 26:3              | Hög                              |              | Hög, Hälsingland    |       | 61.771892, 17.014782 | 10241500260003 | Ladda upp en bild av detta fornminne      |
| Hög 26:4              | Hög                              |              | Hög, Hälsingland    |       | 61.771720, 17.014515 | 10241500260004 | Ladda upp en bild av detta fornminne      |
| Hög 29:1              | Gravfält                         |              | Hög, Hälsingland    |       | 61.766731, 16.982780 | 10241500290001 | Ladda upp en bild av detta fornminne      |
| Hög 30:1              | Gravfält                         |              | Hög, Hälsingland    |       | 61.767242, 16.985089 | 10241500300001 | Ladda upp en bild av detta fornminne      |
| Hög 31:1              | Gravfält                         |              | Hög, Hälsingland    |       | 61.765954, 16.974231 | 10241500310001 | Ladda upp en bild av detta fornminne      |
| Hög 32:1              | Hög                              |              | Hög, Hälsingland    |       | 61.765768, 16.975087 | 10241500320001 | Ladda upp en bild av detta fornminne      |
| Hög 32:2              | Hög                              |              | Hög, Hälsingland    |       | 61.765688, 16.974926 | 10241500320002 | Ladda upp en bild av detta fornminne      |
| Hög 33:1              | Grav- och boplatsområde          |              | Hög, Hälsingland    |       | 61.763473, 16.971949 | 10241500330001 | Ladda upp en bild av detta fornminne      |
| Hög 35:1              | Hög                              |              | Hög, Hälsingland    |       | 61.775812, 16.968677 | 10241500350001 | Ladda upp en bild av detta fornminne      |
| Hög 35:2              | Hög                              |              | Hög, Hälsingland    |       | 61.775685, 16.968658 | 10241500350002 | Ladda upp en bild av detta fornminne      |
| Hög 36:1              | Hög                              |              | Hög, Hälsingland    |       | 61.775695, 16.969030 | 10241500360001 | Ladda upp en bild av detta fornminne      |
| Hög 37:1              | Hög                              |              | Hög, Hälsingland    |       | 61.776552, 16.969327 | 10241500370001 | Ladda upp en bild av detta fornminne      |
| Hög 38:1              | Stensättning                     |              | Hög, Hälsingland    |       | 61.774199, 16.987563 | 10241500380001 | Ladda upp en bild av detta fornminne      |
| Hög 39:1              | Hög                              |              | Hög, Hälsingland    |       | 61.765891, 16.986508 | 10241500390001 | Ladda upp en bild av detta fornminne      |
| Hög 39:2              | Hög                              |              | Hög, Hälsingland    |       | 61.765548, 16.986025 | 10241500390002 | Ladda upp en bild av detta fornminne      |
| Hög 39:3              | Hög                              |              | Hög, Hälsingland    |       | 61.765779, 16.987390 | 10241500390003 | Ladda upp en bild av detta fornminne      |
| Hög 40:1              | Hög                              |              | Hög, Hälsingland    |       | 61.766803, 16.986334 | 10241500400001 | Ladda upp en bild av detta fornminne      |
| Hög 41:1              | Hög                              |              | Hög, Hälsingland    |       | 61.766404, 16.986258 | 10241500410001 | Ladda upp en bild av detta fornminne      |
| Hög 41:2              | Hög                              |              | Hög, Hälsingland    |       | 61.766369, 16.985803 | 10241500410002 | Ladda upp en bild av detta fornminne      |
| Hög 41:3              | Hög                              |              | Hög, Hälsingland    |       | 61.766629, 16.985246 | 10241500410003 | Ladda upp en bild av detta fornminne      |
| Hög 41:4              | Hög                              |              | Hög, Hälsingland    |       | 61.766359, 16.984913 | 10241500410004 | Ladda upp en bild av detta fornminne      |
| Hög 41:5              | Hög                              |              | Hög, Hälsingland    |       | 61.766824, 16.985055 | 10241500410005 | Ladda upp en bild av detta fornminne      |
| Hög 42:1              | Hög                              |              | Hög, Hälsingland    |       | 61.766366, 16.975222 | 10241500420001 | Ladda upp en bild av detta fornminne      |
| Hög 42:2              | Hög                              |              | Hög, Hälsingland    |       | 61.766290, 16.975118 | 10241500420002 | Ladda upp en bild av detta fornminne      |
| Hög 42:3              | Stensättning                     |              | Hög, Hälsingland    |       | 61.766209, 16.975346 | 10241500420003 | Ladda upp en bild av detta fornminne      |
| Hög 43:1              | Hög                              |              | Hög, Hälsingland    |       | 61.760065, 17.016913 | 10241500430001 | Ladda upp en bild av detta fornminne      |
| Hög 43:2              | Hög                              |              | Hög, Hälsingland    |       | 61.760197, 17.017349 | 10241500430002 | Ladda upp en bild av detta fornminne      |
| Hög 43:3              | Stensättning                     |              | Hög, Hälsingland    |       | 61.760530, 17.016848 | 10241500430003 | Ladda upp en bild av detta fornminne      |
| Hög 43:4              | Hög                              |              | Hög, Hälsingland    |       | 61.760915, 17.016156 | 10241500430004 | Ladda upp en bild av detta fornminne      |
| Hög 44:1              | Hög                              |              | Hög, Hälsingland    |       | 61.760449, 17.014756 | 10241500440001 | Ladda upp en bild av detta fornminne      |
| Hög 45:1              | Hög                              |              | Hög, Hälsingland    |       | 61.765054, 17.020290 | 10241500450001 | Ladda upp en bild av detta fornminne      |
| Hög 46:1              | Hög                              |              | Hög, Hälsingland    |       | 61.784185, 17.029746 | 10241500460001 | Ladda upp en bild av detta fornminne      |
| Hög 46:2              | Hög                              |              | Hög, Hälsingland    |       | 61.784243, 17.029558 | 10241500460002 | Ladda upp en bild av detta fornminne      |
| Hög 46:3              | Hög                              |              | Hög, Hälsingland    |       | 61.784343, 17.029588 | 10241500460003 | Ladda upp en bild av detta fornminne      |
| Hög 47:1              | Runristning                      |              | Hög, Hälsingland    |       | 61.766431, 17.040212 | 10241500470001 | Ladda upp en till bild av detta fornminne |
| Hög 47:2              | Runristning                      |              | Hög, Hälsingland    |       | 61.766296, 17.040225 | 10241500470002 | Ladda upp en till bild av detta fornminne |
| Hög 48:1              | Gravklot                         |              | Hög, Hälsingland    |       | 61.766308, 17.040574 | 10241500480001 | Ladda upp en bild av detta fornminne      |
| Hög 48:2              | Gravklot                         |              | Hög, Hälsingland    |       | 61.766316, 17.040688 | 10241500480002 | Ladda upp en bild av detta fornminne      |
| Hög 48:3              | Gravklot                         |              | Hög, Hälsingland    |       | 61.766337, 17.040624 | 10241500480003 | Ladda upp en till bild av detta fornminne |
| Kungshögen (Hög 49:1) | Hög                              |              | Hög, Hälsingland    |       | 61.765955, 17.043465 | 10241500490001 | Ladda upp en bild av detta fornminne      |
| Kungshögen (Hög 49:2) | Stensättning                     |              | Hög, Hälsingland    |       | 61.765533, 17.043375 | 10241500490002 | Ladda upp en bild av detta fornminne      |
| Hög 50:1              | Hög                              |              | Hög, Hälsingland    |       | 61.765633, 17.046611 | 10241500500001 | Ladda upp en till bild av detta fornminne |
| Hög 52:1              | Gravfält                         |              | Hög, Hälsingland    |       | 61.765511, 17.048790 | 10241500520001 | Ladda upp en bild av detta fornminne      |
| Hög 54:1              | Grav- och boplatsområde          |              | Hög, Hälsingland    |       | 61.741132, 17.022539 | 10241500540001 | Ladda upp en bild av detta fornminne      |
| Hög 56:1              | Hög                              |              | Hög, Hälsingland    |       | 61.754467, 17.018160 | 10241500560001 | Ladda upp en bild av detta fornminne      |
| Tegelhögen (Hög 57:1) | Hög                              |              | Hög, Hälsingland    |       | 61.763160, 17.041432 | 10241500570001 | Ladda upp en bild av detta fornminne      |
| Tegelhögen (Hög 57:2) | Hög                              |              | Hög, Hälsingland    |       | 61.763208, 17.041049 | 10241500570002 | Ladda upp en bild av detta fornminne      |
| Hög 58:1              | Stensättning                     |              | Hög, Hälsingland    |       | 61.750320, 17.010416 | 10241500580001 | Ladda upp en bild av detta fornminne      |
| Hög 60:1              | Hög                              |              | Hög, Hälsingland    |       | 61.767320, 17.039834 | 10241500600001 | Ladda upp en bild av detta fornminne      |
| Hög 61:1              | Hög                              |              | Hög, Hälsingland    |       | 61.763370, 17.050559 | 10241500610001 | Ladda upp en bild av detta fornminne      |
| Hög 63:1              | Hög                              |              | Hög, Hälsingland    |       | 61.781107, 17.033040 | 10241500630001 | Ladda upp en bild av detta fornminne      |
| Hög 63:2              | Stensättning                     |              | Hög, Hälsingland    |       | 61.781118, 17.032791 | 10241500630002 | Ladda upp en bild av detta fornminne      |
| Hög 63:3              | Stensättning                     |              | Hög, Hälsingland    |       | 61.781050, 17.033232 | 10241500630003 | Ladda upp en bild av detta fornminne      |
| Hög 64:1              | Gravfält                         |              | Hög, Hälsingland    |       | 61.783347, 17.031224 | 10241500640001 | Ladda upp en bild av detta fornminne      |
| Hög 65:1              | Stensättning                     |              | Hög, Hälsingland    |       | 61.782922, 17.032286 | 10241500650001 | Ladda upp en bild av detta fornminne      |
| Hög 66:1              | Hög                              |              | Hög, Hälsingland    |       | 61.783747, 17.029978 | 10241500660001 | Ladda upp en bild av detta fornminne      |
| Hög 67:1              | Hög                              |              | Hög, Hälsingland    |       | 61.787102, 17.024336 | 10241500670001 | Ladda upp en bild av detta fornminne      |
| Hög 68:1              | Hög                              |              | Hög, Hälsingland    |       | 61.786931, 17.025194 | 10241500680001 | Ladda upp en bild av detta fornminne      |
| Hög 68:2              | Hög                              |              | Hög, Hälsingland    |       | 61.786824, 17.025467 | 10241500680002 | Ladda upp en bild av detta fornminne      |
| Hög 71:1              | Hög                              |              | Hög, Hälsingland    |       | 61.802674, 17.017537 | 10241500710001 | Ladda upp en bild av detta fornminne      |
| Hög 71:2              | Stensättning                     |              | Hög, Hälsingland    |       | 61.802614, 17.017486 | 10241500710002 | Ladda upp en bild av detta fornminne      |
| Hög 72:1              | Hög                              |              | Hög, Hälsingland    |       | 61.798634, 17.016368 | 10241500720001 | Ladda upp en bild av detta fornminne      |
| Hög 72:2              | Hög                              |              | Hög, Hälsingland    |       | 61.798632, 17.016152 | 10241500720002 | Ladda upp en bild av detta fornminne      |
| Hög 72:3              | Hög                              |              | Hög, Hälsingland    |       | 61.798708, 17.016833 | 10241500720003 | Ladda upp en bild av detta fornminne      |
| Hög 73:1              | Stensättning                     |              | Hög, Hälsingland    |       | 61.799022, 17.016031 | 10241500730001 | Ladda upp en bild av detta fornminne      |
| Hög 73:2              | Stensättning                     |              | Hög, Hälsingland    |       | 61.799233, 17.015848 | 10241500730002 | Ladda upp en bild av detta fornminne      |
| Hög 73:3              | Stensättning                     |              | Hög, Hälsingland    |       | 61.799394, 17.015902 | 10241500730003 | Ladda upp en bild av detta fornminne      |
| Hög 74:1              | Hög                              |              | Hög, Hälsingland    |       | 61.790166, 17.015788 | 10241500740001 | Ladda upp en bild av detta fornminne      |
| Hög 76:1              | Stensättning                     |              | Hög, Hälsingland    |       | 61.762237, 16.988179 | 10241500760001 | Ladda upp en bild av detta fornminne      |
| Hög 77:1              | Hög                              |              | Hög, Hälsingland    |       | 61.780468, 17.027211 | 10241500770001 | Ladda upp en bild av detta fornminne      |
| Hög 77:2              | Hög                              |              | Hög, Hälsingland    |       | 61.780422, 17.027001 | 10241500770002 | Ladda upp en bild av detta fornminne      |
| Hög 78:1              | Gravfält                         |              | Hög, Hälsingland    |       | 61.795509, 17.000546 | 10241500780001 | Ladda upp en bild av detta fornminne      |
| Hög 80:1              | Gravfält                         |              | Hög, Hälsingland    |       | 61.804288, 16.933805 | 10241500800001 | Ladda upp en bild av detta fornminne      |
| Hög 84:1              | Hög                              |              | Hög, Hälsingland    |       | 61.782111, 16.976876 | 10241500840001 | Ladda upp en bild av detta fornminne      |
| Hög 84:2              | Stensättning                     |              | Hög, Hälsingland    |       | 61.782299, 16.977266 | 10241500840002 | Ladda upp en bild av detta fornminne      |
| Hög 85:1              | Hög                              |              | Hög, Hälsingland    |       | 61.781000, 16.983150 | 10241500850001 | Ladda upp en bild av detta fornminne      |
| Hög 85:2              | Hög                              |              | Hög, Hälsingland    |       | 61.781142, 16.983171 | 10241500850002 | Ladda upp en bild av detta fornminne      |
| Hög 86:1              | Hög                              |              | Hög, Hälsingland    |       | 61.755688, 17.004195 | 10241500860001 | Ladda upp en bild av detta fornminne      |
| Hög 87:1              | Hög                              |              | Hög, Hälsingland    |       | 61.787582, 17.023744 | 10241500870001 | Ladda upp en bild av detta fornminne      |
| Hög 89:1              | Hög                              |              | Hög, Hälsingland    |       | 61.793556, 17.013395 | 10241500890001 | Ladda upp en bild av detta fornminne      |
| Hög 89:2              | Hög                              |              | Hög, Hälsingland    |       | 61.793452, 17.013460 | 10241500890002 | Ladda upp en bild av detta fornminne      |
| Hög 89:3              | Hög                              |              | Hög, Hälsingland    |       | 61.793353, 17.013510 | 10241500890003 | Ladda upp en bild av detta fornminne      |
| Hög 90:1              | Stensättning                     |              | Hög, Hälsingland    |       | 61.795616, 16.995027 | 10241500900001 | Ladda upp en bild av detta fornminne      |
| Hög 90:2              | Stensättning                     |              | Hög, Hälsingland    |       | 61.795557, 16.995332 | 10241500900002 | Ladda upp en bild av detta fornminne      |
| Hög 90:3              | Stensättning                     |              | Hög, Hälsingland    |       | 61.795569, 16.994647 | 10241500900003 | Ladda upp en bild av detta fornminne      |
| Hög 91:1              | Hög                              |              | Hög, Hälsingland    |       | 61.800564, 17.018928 | 10241500910001 | Ladda upp en bild av detta fornminne      |
| Hög 91:2              | Hög                              |              | Hög, Hälsingland    |       | 61.800443, 17.018864 | 10241500910002 | Ladda upp en bild av detta fornminne      |
| Hög 91:3              | Hög                              |              | Hög, Hälsingland    |       | 61.800477, 17.019126 | 10241500910003 | Ladda upp en bild av detta fornminne      |
| Hög 91:4              | Husgrund, förhistorisk/medeltida |              | Hög, Hälsingland    |       | 61.800795, 17.018545 | 10241500910004 | Ladda upp en bild av detta fornminne      |
| Hög 92:1              | Stensättning                     |              | Hög, Hälsingland    |       | 61.800818, 17.017462 | 10241500920001 | Ladda upp en bild av detta fornminne      |
| Hög 93:1              | Gravfält                         |              | Hög, Hälsingland    |       | 61.799194, 17.018420 | 10241500930001 | Ladda upp en bild av detta fornminne      |
| Hög 94:1              | Hög                              |              | Hög, Hälsingland    |       | 61.798480, 17.018641 | 10241500940001 | Ladda upp en bild av detta fornminne      |
| Hög 94:2              | Stensättning                     |              | Hög, Hälsingland    |       | 61.798523, 17.018441 | 10241500940002 | Ladda upp en bild av detta fornminne      |
| Hög 94:3              | Hög                              |              | Hög, Hälsingland    |       | 61.798602, 17.018736 | 10241500940003 | Ladda upp en bild av detta fornminne      |
| Hög 95:1              | Gravfält                         |              | Hög, Hälsingland    |       | 61.802661, 17.019702 | 10241500950001 | Ladda upp en bild av detta fornminne      |
| Hög 96:1              | Hög                              |              | Hög, Hälsingland    |       | 61.760774, 16.998934 | 10241500960001 | Ladda upp en bild av detta fornminne      |
| Hög 98:1              | Hög                              |              | Hög, Hälsingland    |       | 61.766876, 17.006154 | 10241500980001 | Ladda upp en bild av detta fornminne      |
| Hög 100:1             | Gravfält                         |              | Hög, Hälsingland    |       | 61.800531, 16.909648 | 10241501000001 | Ladda upp en bild av detta fornminne      |
| Hög 100:2             | Husgrund, förhistorisk/medeltida |              | Hög, Hälsingland    |       | 61.800912, 16.909599 | 10241501000002 | Ladda upp en bild av detta fornminne      |
| Hög 100:3             | Husgrund, förhistorisk/medeltida |              | Hög, Hälsingland    |       | 61.801044, 16.909032 | 10241501000003 | Ladda upp en bild av detta fornminne      |
| Hög 101:1             | Hög                              |              | Hög, Hälsingland    |       | 61.800033, 16.910340 | 10241501010001 | Ladda upp en bild av detta fornminne      |
| Hög 102:1             | Hög                              |              | Hög, Hälsingland    |       | 61.798706, 16.912692 | 10241501020001 | Ladda upp en bild av detta fornminne      |
| Hög 104:1             | Hög                              |              | Hög, Hälsingland    |       | 61.788050, 16.986445 | 10241501040001 | Ladda upp en bild av detta fornminne      |
| Hög 105:1             | Hög                              |              | Hög, Hälsingland    |       | 61.788281, 16.984861 | 10241501050001 | Ladda upp en bild av detta fornminne      |
| Hög 105:2             | Hög                              |              | Hög, Hälsingland    |       | 61.788286, 16.984637 | 10241501050002 | Ladda upp en bild av detta fornminne      |
| Hög 105:3             | Hög                              |              | Hög, Hälsingland    |       | 61.788222, 16.984469 | 10241501050003 | Ladda upp en bild av detta fornminne      |
| Hög 106:1             | Gravfält                         |              | Hög, Hälsingland    |       | 61.788958, 16.980062 | 10241501060001 | Ladda upp en bild av detta fornminne      |
| Hög 107:1             | Hög                              |              | Hög, Hälsingland    |       | 61.790318, 16.977761 | 10241501070001 | Ladda upp en bild av detta fornminne      |
| Hög 108:1             | Gravfält                         |              | Hög, Hälsingland    |       | 61.791544, 16.976596 | 10241501080001 | Ladda upp en bild av detta fornminne      |
| Hög 112:1             | Hög                              |              | Hög, Hälsingland    |       | 61.771296, 17.002925 | 10241501120001 | Ladda upp en bild av detta fornminne      |
| Hög 112:2             | Hög                              |              | Hög, Hälsingland    |       | 61.771189, 17.003480 | 10241501120002 | Ladda upp en bild av detta fornminne      |
| Hög 114:1             | Husgrund, förhistorisk/medeltida |              | Hög, Hälsingland    |       | 61.802145, 17.019913 | 10241501140001 | Ladda upp en bild av detta fornminne      |
| Hög 114:2             | Husgrund, förhistorisk/medeltida |              | Hög, Hälsingland    |       | 61.802236, 17.019703 | 10241501140002 | Ladda upp en bild av detta fornminne      |
| Hög 115:1             | Hög                              |              | Hög, Hälsingland    |       | 61.762882, 17.037585 | 10241501150001 | Ladda upp en bild av detta fornminne      |
| Hög 116:1             | Hög                              |              | Hög, Hälsingland    |       | 61.763562, 17.042683 | 10241501160001 | Ladda upp en bild av detta fornminne      |
| Hög 124:1             | Hög                              |              | Hög, Hälsingland    |       | 61.751021, 17.007736 | 10241501240001 | Ladda upp en bild av detta fornminne      |
| Hög 124:2             | Stensättning                     |              | Hög, Hälsingland    |       | 61.751071, 17.007712 | 10241501240002 | Ladda upp en bild av detta fornminne      |
| Hög 124:3             | Hög                              |              | Hög, Hälsingland    |       | 61.751040, 17.007366 | 10241501240003 | Ladda upp en bild av detta fornminne      |
| Hög 124:4             | Stensättning                     |              | Hög, Hälsingland    |       | 61.751008, 17.008016 | 10241501240004 | Ladda upp en bild av detta fornminne      |
| Hög 138:1             | Hög                              |              | Hög, Hälsingland    |       | 61.767063, 16.990510 | 10241501380001 | Ladda upp en bild av detta fornminne      |
| Hög 139:1             | Hög                              |              | Hög, Hälsingland    |       | 61.793051, 16.986896 | 10241501390001 | Ladda upp en bild av detta fornminne      |
| Hög 142:1             | Gravfält                         |              | Hög, Hälsingland    |       | 61.806122, 16.978423 | 10241501420001 | Ladda upp en bild av detta fornminne      |
| Hög 143:1             | Hög                              |              | Hög, Hälsingland    |       | 61.804461, 16.982991 | 10241501430001 | Ladda upp en bild av detta fornminne      |
| Hög 143:2             | Hög                              |              | Hög, Hälsingland    |       | 61.804747, 16.983205 | 10241501430002 | Ladda upp en bild av detta fornminne      |
| Hög 144:1             | Stensättning                     |              | Hög, Hälsingland    |       | 61.803409, 16.982748 | 10241501440001 | Ladda upp en bild av detta fornminne      |
| Hög 145:1             | Hög                              |              | Hög, Hälsingland    |       | 61.805999, 16.979282 | 10241501450001 | Ladda upp en bild av detta fornminne      |
| Hög 149:1             | Hög                              |              | Hög, Hälsingland    |       | 61.800775, 17.021526 | 10241501490001 | Ladda upp en bild av detta fornminne      |
| Hög 149:2             | Stensättning                     |              | Hög, Hälsingland    |       | 61.800878, 17.021635 | 10241501490002 | Ladda upp en bild av detta fornminne      |
| Hög 156:1             | Hög                              |              | Hög, Hälsingland    |       | 61.789251, 17.000420 | 10241501560001 | Ladda upp en bild av detta fornminne      |
| Hög 156:2             | Hög                              |              | Hög, Hälsingland    |       | 61.789114, 17.000351 | 10241501560002 | Ladda upp en bild av detta fornminne      |
| Hög 285               | Stensättning                     |              | Hög, Hälsingland    |       | 61.789413, 16.981292 | 12000000078035 | Ladda upp en bild av detta fornminne      |
| Hög 286               | Stensättning                     |              | Hög, Hälsingland    |       | 61.789271, 16.981300 | 12000000078036 | Ladda upp en bild av detta fornminne      |
| Hög 287               | Hög                              |              | Hög, Hälsingland    |       | 61.789408, 16.981495 | 12000000078037 | Ladda upp en bild av detta fornminne      |